# 島成郎
島 成郎（しま しげお、1931年3月3日 - 2000年10月17日）は、日本の学生運動家、精神科医。1960年の安保闘争当時の全学連書記長。

## 経歴
東京都生まれ。1950年、東京大学教養学部入学と同時に日本共産党に入党。共産党の50年分裂で除名処分をうける。レッドパージ反対闘争に参画し、自治会副委員長として運動する。1951年、共産党に復党。1954年、東京大学医学部に進学。
1955年、全学連再建に精力的に活動し砂川基地反対闘争、原水爆禁止反対闘争に参画。1957年、共産党の東京都党委員に当選。第7回大会の代議員になるが生田浩二、佐伯秀光と共に党内フラクションを結成し「プロレタリア通信」を発信する。1960年安保闘争時のブント系（共産主義者同盟）全学連書記長として、委員長の唐牛健太郎や青木昌彦を支えた。のち田中清玄からの資金供与などをマスコミで報道され、共産党をはじめ内外から強い批判をうけ、運動の前線からは撤退を余儀なくされる。
1964年、東京大学医学部卒。闘争終息後は国立武蔵療養所（現 国立精神・神経医療研究センター）、都立島田療育園（現 島田療育センター）に勤務、また地域医療に尽力。85年に上京して、陽和病院院長。その後は北海道鶴居村のつるい養生邑病院名誉院長、北海道苫小牧市の植苗病院副院長、沖縄本部記念病院医療顧問、同病院やんばる所長を歴任。
2000年、沖縄県名護市にて胃がんのため生涯を終えた。

## 吉本隆明との関係
『中央公論』1960年4月号で、詩人で思想家だった吉本隆明を招き、葉山岳夫などのブント幹部とともに座談会を行った。以降、吉本は世界初の共産党からの独立左翼と言われるブントと行動をともにする。吉本はこのとき、「同伴知識人第二号」として批判された。なお一号は社会学者の清水幾太郎。島らの依頼で吉本は6月15日の国会構内抗議集会で演説。鎮圧に出た警官との軋轢で死者まで出た流血事件の中で100人余と共に「建造物侵入現行犯」で逮捕された。
島と吉本は以後も交流を続け、1960年9月、安保ブントが解体状況を露呈し島がブント内で孤立して沈黙を守っているときの島の日記には吉本宅を訪ねた後の感想として「彼の考えは俺とすこぶる共通している」とある。
1961年9月には吉本が谷川雁、村上一郎らとともに雑誌『試行』を創刊したが、その資金は島が用意した。島の「ノート」によれば、「いかにして革命的復活をなしとげるか」として、その成果の一番目に「吉本隆明らの雑誌の発行の目安が付いた」（61年6月25日付け）ことが挙げられている。資金は、当時の金で11万円ほどだった。
2000年10月、島の死の際には吉本は「知っている範囲で、谷川雁さんと武井昭夫さんとともに島成郎さんは『将たる器』をもった優れたオルガナイザーだと思ってきた」と追悼文を書いた。

## 田中清玄との関係
戦前、日本共産党（第二次共産党）中央委員長で転向後は右翼活動家・実業家、モンペルラン・ソサイエティー会員だった田中清玄(たなか きよはる)が1960年（昭和35年）『文藝春秋』1月号に「武装テロと母 全学連指導者諸君に訴える」という文章を発表した。このなかで田中は「全学連の指導的立場の諸君！ 諸君の殆どが、日共と鋭く対立しつつ、新しき学生共産党とも云うべき共産主義者同盟を組織し、学生大衆運動の盛り上げに腐心して居ると聞くが、自分は三十有余年前、大正末期、未だ幼年期にあった学生運動を組織したものの一人として、更に、昭和三年（一九二八年）からは、日本共産党の指導的立場に在った者として、諸君の動向を目にし耳にするにつれ、諸君に訴えずには居られぬものを感ずる」と呼びかけるなど、全学連の安保闘争に共感を示しつつ、その限界を批判したものだった。
これを読んだ島が田中からの資金カンパを思いついて田中を訪れ、田中はこれに応じた。唐牛健太郎らはのちに田中の企業に就職する。
1963年、TBSラジオが『ゆがんだ青春／全学連闘士のその後』（吉永春子）を放送し、島や唐牛らが田中から資金援助をうけていたことが報じられる。日本共産党は『赤旗』で「右翼と結びついていた」として全学連を連日批判した。批評家の柄谷行人も同主旨で批判した。
島自身は田中との関係について、次のように回想している。「スキャンダルめいて報じられた田中清玄氏との関係も、伝えられるような決して低次元のものじゃありません。まあ、発端は金でしたけれども。経緯を少し話しますと、当時の全学連はものすごく金がかかった。事務所も、自前の印刷工場ももっていたし、宣伝カーも調達しなければならない。（中略)その頃田中清玄氏が、『文藝春秋』に学生運動に共感を示すような文章を載せたんですね。それを見て、「お、これは金になるかもしらん」といって、出掛けていったわけです。（中略)会ってみると田中氏本人は、どこにでも飛び込んで誰とでも仲良くなれるという、唐牛みたいな性格の人で、昔の血が騒ぐというのか、あとあとまで「オレが指導者だったら、絶対にあのとき革命が起こせた」としきりにいうくらい情熱的でした。でも案外金がないらしくて、当時奥さんの胃潰瘍の手術費用にとっておいた何十万かを回してくれたんです。大口ではあったけど、大した金額じゃありません。それで私達の運動がどうなるというものでもなかった。これがキッカケになって、のちのち家族ぐるみというか、人間的な付き合いがつづいたわけです。」
また、島は田中を通じて山口組三代組長だった田岡一雄とも関係を持ち、資金援助をうけた。

## 人物評と受賞
元東大病院精神科教授の台弘は、1990年代初頭に、島に酒の飲み過ぎを注意したら、島に「いつまで教授のつもりでいる」と冷やかされた。台はこの件に触れて、島のように何処に行っても信奉者のできる男にすら、「権威コンプレックスによる誤解」があったのは意外で、「人をレッテルでしか見ない傾向」があるのは情けないと評した。
受賞
- 『精神医療ひとつの試み』で沖縄タイムス出版文化賞を受賞
- 1995年、沖縄県知事功労賞を受賞

## 著書
- 「唐牛健太郎の壮烈な戦死」（1984年5月）、城山三郎編 『「男の生き方」四〇選 下』 文春文庫、1995年、所収
- 「精神医療・沖縄十五年－持続する地域活動を求めて－」社会評論社、1988年
- （島ひろ子との共著）「ブント私史―青春の凝縮された生の日々 ともに闘った友人たちへ」 批評社、2010年